# 杜賓 (印第安納州)
杜賓（英語：Durbin）是位於美國印第安納州漢密爾頓縣的一個非建制地區。該地的面積和人口皆未知。

## 歷史
杜賓於1888年成立。
當地郵局於1890年成立，1905年停止服務。